# Kleve
Kleve (do 20 lipca 1935 Cleve; nid. Kleef; fr. Clèves) – miasto powiatowe w Niemczech, w kraju związkowym Nadrenia Północna-Westfalia, w rejencji Düsseldorf, siedziba powiatu Kleve. Miejsce urodzin cesarza Ottona III.
W mieście rozwinął się przemysł spożywczy, skórzany, metalowy oraz środków transportu.
Na terenie miasta Kleve leży 15 miejscowości (dzielnic): Bimmen, Brienen, Donsbrüggen, Düffelward, Griethausen, Keeken, Kellen, Kleve, Materborn, Reichwalde, Rindern, Salmorth, Schenkenschanz, Warbeyen i Wardhausen. 
Kleve leży ok. 7 km od granicy z Holandią. Liczy 48 802 mieszkańców (2014). Burmistrzem jest Sonja Northing (bezpartyjna).
W Reichswald-Kleve w czerwcu bądź lipcu 980 r. urodził się cesarz Otton III, pierwszy wizjoner zjednoczonej Europy, przyjaciel św. Wojciecha i pierwszego króla polskiego Bolesława Chrobrego. 
Z Kleve pochodziła Anna, czwarta żona króla Anglii Henryka VIII. W miejscowym kościele pw. Niepokalanego Poczęcia NMP znajduje się kopia cudownego obrazu Matki Boskiej Częstochowskiej, a w ołtarzu fragment relikwii św. Wojciecha z Gniezna. Jest to dar prymasa Polski kardynała Józefa Glempa w podzięce za uratowanie tychże relikwii w czasie II wojny światowej przez mieszkańca Kleve żołnierza Wehrmachtu Urbana Thelena. 
W Kleve działa grupa Związku Polaków w Niemczech "RODŁO". 
Na miejscowym cmentarzu wojennym w Reichswald-Kleve spoczywa ponad siedem tysięcy żołnierzy, w szczególności pilotów brytyjskich. Kwatera polska liczy 73 groby, głównie pilotów walczących w dywizjonach 300, 304 i 305 oraz sześciu skoczków spadochronowych.

## Współpraca
Miejscowość partnerska:
- Ronse, Belgia